# Tây Hoa
Tây Hoa (chữ Hán giản thể: 西华县, Hán Việt: Tây Hoa huyện) là một huyện của địa cấp thị Chu Khẩu, tỉnh Hà Nam, Cộng hòa Nhân dân Trung Hoa. Huyện này có diện tích 1208 km2, dân số năm 2002 là 900.000 người. Huyện lỵ Tây Hoa tại trấn Thành Quan. 
Huyện Tây Hoa được chia ra thành các đơn vị hành chính gồm 9 trấn và 10 hương. *Trấn: Thành Quan, Tiêu Diêu, Niếp Đôi, Đông Hạ Đình, Tây Hạ Đình, Tây Hoa Doanh, Hồng Hoa Tập, Phụng Mẫu và Chỉ Phường.
- Hương: Lý Đại Trang, Thanh Hà Dịch, Hiệp Phụ, Ngải Cương, Hoàng Kiều, Điền Khẩu, Trì Doanh, Bì Doanh, Đại Vương Trang và Đông Vương Doanh.